# カターニア＝フォンターナロッサ空港
カターニア＝フォンターナロッサ空港（カターニア＝フォンターナロッサくうこう、英：Catania–Fontanarossa Airport、伊：Aeroporto di Catania-Fontanarossa）は、イタリア共和国シチリア島内で2番目に大きい都市であるカターニア県カターニアに位置する国際空港である。カターニア出身の作曲家の名を取りヴィンチェンツォ・ベッリーニ空港 (英：Vincenzo Bellini Airport、伊：Aeroporto Vincenzo Bellini) とも呼ばれる。
カターニア＝フォンターナロッサ空港はシチリア島内で最も利用客の多い空港であり、2018年には9,933,318人が利用しイタリア国内でも5番目に利用客の多い空港となっている。アリタリア-イタリア航空やルフトハンザドイツ航空、KLMオランダ航空などの大手航空会社がローマ、ミュンヘン、アムステルダム、ベルリンなどのヨーロッパの主要都市への路線を運航する一方、イージージェットやライアンエアーなどの格安航空会社はレジャー地への路線を運航している。中でもカターニア/フォンターナロッサ - ローマ/フィウミチーノ線は2016年の旅客数が1,998,352人に達し、イタリア発着路線で1番、ヨーロッパ内発着路線では4番目に旅客数の多い路線となっている。

## 歴史

### 初期史
カターニア空港の歴史は1924年まで遡る。その後第二次世界大戦中はハスキー作戦の最中に連合国が空港を占拠しアメリカ陸軍航空軍の基地として使用されるようになった。第12空軍は空港を戦闘飛行場として使用し、1943年8月27日から11月19日まではB-25 ミッチェルを運用していた第340爆撃隊が配置された。更に1943年9月29日から1944年6月29日までは第51空母航空団が空港を使用しており、その後いくつかの輸送隊が空港を使用した後に空港は民間当局に引き渡された。
1940年代後半までには空港のスペースが著しく不足していることが明らかになり移転が必要であると考えられ、1950年に以前より大きく設備の改良された新しいカターニア空港が開港した。

### 2000年以降
2018年、急速な利用客の増加に対処するため、新しいターミナルが2つ（Bターミナル、Cターミナル）建設された。Cターミナルはもっぱらイージージェットによって使用されている。

## 就航路線

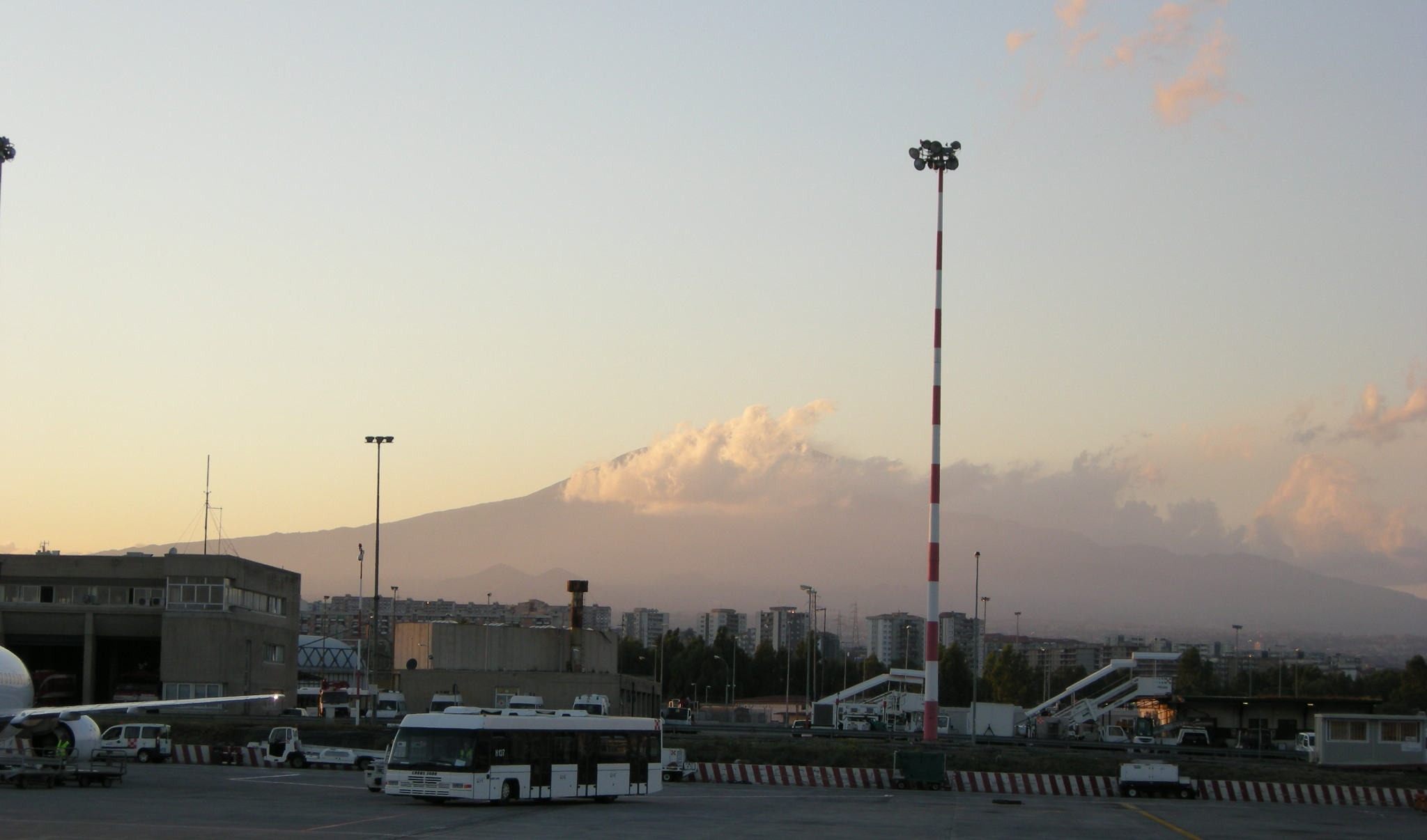
カターニア＝フォンターナロッサ空港のエプロン。奥に見えるのはエトナ火山

| 航空会社                                     | 就航地 |
| -------------------------------------------- | --- |
| エーゲ航空 (AEE)                             | 季節運航：アテネ |
| エアリンガス (EIN)                           | 季節運航：ダブリン |
| エア・アラビア・モロッコ (MAC)               | カサブランカ |
| エールフランス (AFR)                         | パリ/シャルル・ド・ゴール |
| マルタ航空 (AMC)                             | ロンドン/サウスエンド、マルタ、ウィーン |
| エア・バルティック (BTI)                     | 季節運航：リガ |
| アリタリア-イタリア航空 (AZA)                | ボローニャ、ミラノ/リナーテ、ローマ/フィウミチーノ、ヴェネツィア 季節運航：モスクワ/シェレメーチエヴォ、サンクトペテルブルク、トリノ、ヴェローナ |
| オーストリア航空 (AUA)                       | 季節運航：ウィーン |
| アバイオレット (ASL)                         | 季節運航・チャーター便：ベオグラード |
| ブルー・エア (BMS)                           | ブカレスト、トリノ 季節運航：バカウ |
| ブリティッシュ・エアウェイズ (BAW)           | 季節運航：ロンドン/ガトウィック |
| ブリュッセル航空 (BEL)                       | 季節運航：ブリュッセル |
| コンドル航空 (CFG)                           | 季節運航：デュッセルドルフ |
| コレンドン・オランダ航空 (CND)               | 季節運航：マーストリヒト/アーヘン |
| ダニッシュ・エア・トランスポート (DTR)       | ランペドゥーザ 季節運航：オルビア、パンテッレリーア |
| イージージェット (EZY)                       | ベルリン/テーゲル、ブリストル、ロンドン/ガトウィック、ロンドン/ルートン、マンチェスター、ミラノ/マルペンサ、ナポリ、パリ/シャルル・ド・ゴール、ヴェネツィア 季節運航：アムステルダム、ベルリン/シェーネフェルト、ボルドー、リヨン、ナント、ニース、トゥールーズ                                                                                           |
| イージージェット・スイス (EZS)               | バーゼル/ミュールーズ、ジュネーヴ |
| エーデルワイス航空 (EDW)                     | 季節運航：チューリッヒ |
| ユーロウイングス (EWG)                       | デュッセルドルフ 季節運航：ケルン/ボン、ハンブルク、ハノーファー、ミュンヘン、シュトゥットガルト |
| フィンエアー (FIN)                           | 季節運航：ヘルシンキ |
| フライドバイ (FDB)                           | ドバイ国際 |
| ヘルヴェティック・エアウェイズ (OAW)         | 季節運航：ベルン |
| イベリア航空 (IBE)                           | 季節運航：マドリード |
| KLMオランダ航空 (KLM)                        | アムステルダム |
| LOTポーランド航空 (LOT)                      | 季節運航・チャーター便：カトヴィツェ |
| ルフトハンザドイツ航空 (DLH)                 | フランクフルト、ミュンヘン |
| ルクスエア (LGL)                             | 季節運航：ルクセンブルク |
| ネオス (NOS)                                 | 季節運航：ベルガモ、ミラノ/マルペンサ、テネリフェ/スール、ヴェローナ |
| ノルウェー・エアシャトル (NAX)               | 季節運航：コペンハーゲン、ロンドン/ガトウィック、マドリード、オスロ/ガーデモエン、ストックホルム/アーランダ |
| ポベーダ航空 (PBD)                           | モスクワ/ヴヌーコヴォ |
| ライアンエアー (RYR)                         | アテネ、ベルガモ、ベルリン/シェーネフェルト、ボローニャ、ブリュッセル (2019年10月27日運航開始)、アイントホーフェン、フランクフルト、カトヴィツェ (2019年11月1日運航開始)、クラクフ、マドリード、マルタ、マラケシュ、ミラノ/マルペンサ、ペルージャ、ピサ、ローマ/フィウミチーノ、セビリア、トレヴィーゾ、トリエステ、トリノ 季節運航：カリャリ、マルセイユ |
| S7航空 (SBI)                                 | モスクワ/ドモジェドヴォ |
| スカンジナビア航空 (SAS)                     | 季節運航：コペンハーゲン、ストックホルム/アーランダ |
| スカイアップ航空 (SQP)                       | 季節運航：キエフ/ボルィースピリ |
| スマートウィングズ (TVS)                     | 季節運航：プラハ |
| スマートウィングズ・スロバキア (TVQ)         | 季節運航：ブラチスラヴァ |
| スイス インターナショナル エアラインズ (SWR) | 季節運航：ジュネーヴ、チューリッヒ |
| トランサヴィア (TRA)                         | 季節運航：アムステルダム |
| トランサヴィア・フランス (TVF)               | ナント 季節運航：リヨン、パリ/オルリー |
| TUIエアウェイズ (TOM)                        | 季節運航：バーミンガム、ブリストル、ロンドン/ガトウィック、マンチェスター |
| TUIフライ・ベルギー (JAF)                    | 季節運航：ブリュッセル |
| ターキッシュ エアラインズ (THY)              | イスタンブール |
| ウラル航空 (SVR)                             | 季節運航：エカテリンブルク |
| ボロテア (VOE)                               | アンコナ、バーリ、ジェノヴァ、ナポリ、ペスカーラ、ヴェネツィア、ヴェローナ 季節運航：カリャリ、 トゥールーズ |
| ブエリング航空 (VLG)                         | バルセロナ、フィレンツェ、ローマ/フィウミチーノ 季節運航：バレンシア |
| ウィズエアー (WZZ)                           | ブカレスト、ブダペスト、ヤシ、カトヴィツェ、クラクフ、ロンドン/ルートン (2019年9月17日運航開始)、ウィーン、ワルシャワ/ショパン 季節運航：ソフィア |

## 拠点空港・焦点空港としている航空会社
旅客便3社が拠点空港としている。
- アリタリア-イタリア航空 (AZA)
- イージージェット (EZY)
- ライアンエアー (RYR)

## アクセス

### 車
空港はカターニアとパレルモ、シチリア中心部を結ぶアウトストラーダ A19号線およびシラクサ南部へ向かう欧州自動車道路E45号線付近に位置している。

### バス
空港からはカターニア市内中心部やカターニア中央駅へのシャトルバスやその他シチリア島内別地域への定期路線バスに乗車することができる。